# Habitatge a Can Barba
L'Habitatge a Can Barba és un edifici de Castellar del Vallès (Vallès Occidental) inclòs a l'Inventari del Patrimoni Arquitectònic de Catalunya.

## Descripció
Es tracta d'un habitatge unifamiliar situat en els terrenys de l'empresa Tolrà i proper a una de les seves fàbriques, Can Barba. Es tracta d'un edifici auster de planta quadrada i teulada a dues vessants amb un petit ràfec sortint. L'ornamentació és senzilla estant la façana arrebossada. La decoració es limita a l'ús del maó vist que se situa a les llindes de portes i finestres formant un arc escarser. El maó vist també es col·loca a les cantonades de l'habitatge.
La casa es troba envoltada d'un petit jardí i tancada per un mur fet amb blocs de pedra irregular.

## Història
L'empresa tèxtil de "Vda. de J. Tolrà" disposà en aquesta zona, Can Barba, i prop d'una de les seves fàbriques, de diverses cases destinades als càrrecs directius de l'empresa. La fàbrica disposà també pels treballadors diversos habitatges, en altres indrets del poble, pisos i cases unifamiliars. L'empresa "Vda. de J. Tolrà" fou creada a finals dels segle xix pel doctor Josep Tolrà i Abella, que va fer instal·lacions cotoneres al molí de Can Barba. La prosperitat de l'empresa significà l'ampliació de la mateixa adquirint i reformant antics molins.